# Małolesie
Małolesie (niem. Glien Försterei) – zniesiona nazwa osady leśnej w Polsce położona w województwie zachodniopomorskim, w powiecie gryfińskim, w gminie Stare Czarnowo.
Miejscowość wchodziła w skład sołectwa Glinna.
Znajduje się ok. 0,8 km na północ od wsi Glinna, przy drodze zwanej Gliniecki Bruk. Zabudowania pochodzą z końca XIX wieku, a obecnie znajduje się tam leśnictwo Glinna. 
W latach 1975–1998 miejscowość administracyjnie należała do województwa szczecińskiego.
Nazwa miejscowości została zniesiona z 2022 r.